# Elisabetta imperatrice d'Austria
Elisabetta imperatrice d'Austria (Kaiserin Elisabeth von Österreich) è un film muto del 1921 diretto da Rolf Raffé.

## Produzione
Il film fu prodotto dall'Indra-Film Rolf Raffé, una compagnia che produsse nei primi anni venti due pellicole dal taglio biografico che avevano come protagonisti uno Luigi II di Baviera, il secondo Elisabetta di Baviera. In entrambi i film, Sissi fu interpretata da Carla Nelsen.

## Distribuzione
Distribuito dalla Mittelrheinischer Filmverleih, uscì nelle sale cinematografiche tedesche il 21 aprile 1921.